# 태자태부
태자태부(太子太傅)는 동궁삼사에 속한 세 관직의 하나로, 태자부의 태부이다.

## 개요
전한 때 처음 설치되었고, 태자소부와 함께 황태자의 스승이 되어 교육을 담당하였다. 태자소부와는 달리 속관이 없었다.

## 출전
- 반고, 《한서》 권19상 백관공경표 上
- 사마표, 《속한서》 백관지